# زبرپرده‌سانان
زبرپرده‌سانان(نام علمی: Hymenochaetales) نام یک راسته از رده کلاه‌قارچان است.